# Schatt al-Arab
Der Schatt al-Arab, auch Arvandrud, ist ein Fluss im Irak und in Iran, der zum Teil die Grenze dieser beiden Staaten bildet. Er ist zudem eine bedeutende Wasserstraße für die Binnenschifffahrt beider Länder.

## Name
„Schatt al-Arab“ (arabisch شطّ العرب, DMG Šaṭṭ al-ʿArab) bedeutet wörtlich Küste der Araber. Im Persischen wird die Bezeichnung Arwandrud (persisch اروندرود, DMG Arvandrūd; „Arvand-Fluss“) verwendet. Obwohl der Name Arwand (mittelpersisch für „flink“; von avestisch auruuant-) schon in Ferdausis Schahnama und in sassanidischen Quellen verwendet wird (allerdings erweitert auf den Tigris), ist er erst während der Herrschaft der Pahlavi-Dynastie zum offiziellen Namen erklärt worden.

## Geographie
Der Schatt al-Arab entsteht im Irak beim Zusammenfluss von Euphrat und Tigris ca. 60 km nordwestlich der Stadt Basra. Sein südlicher Verlauf bildet die Grenze zwischen dem Irak und Iran und mündet 50 km flussabwärts von Abadan in den Persischen Golf. Der Fluss ist 193 km lang.

## Geschichte

### Antike
Das Schwemmland um den Schatt al-Arab und damit auch der Schatt al-Arab selbst sind erst in geschichtlicher Zeit entstanden. Zur Zeit der Sumerer lag die Küstenlinie etwa 250 km weiter nordwestlich und Euphrat und Tigris mündeten als eigenständige Flüsse ins Meer. Weiträumige Abholzungen im Einzugsgebiet der Fluss-Oberläufe führten seit der Antike zu vermehrter Erosion; das erodierte Material sedimentierte durch niedrigere Fließgeschwindigkeiten und Überschwemmungen in den Mündungsgebieten.

### Streit um Grenzziehung

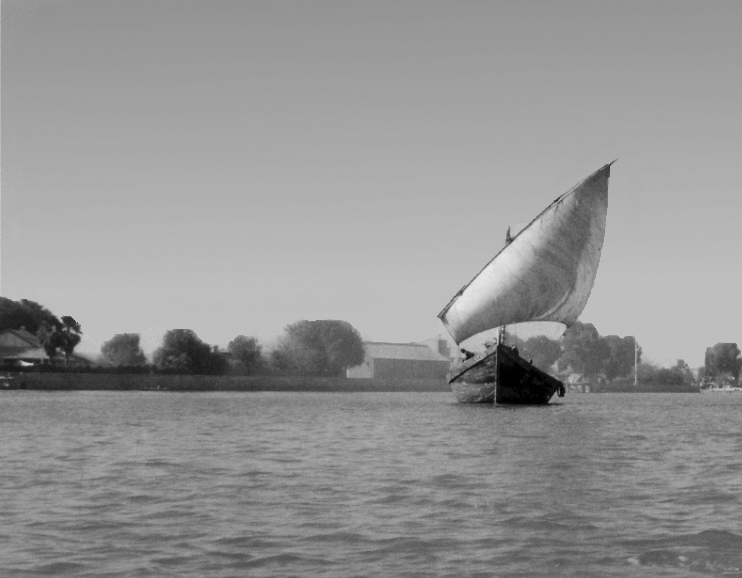
Dhau auf dem Schatt al-Arab bei Basra, 1958

Ein arabischer Fährmann bringt die Seeleute einer vor Anker liegenden Dhau an Land. Basra, 1958

Einer der Faktoren, die zu Feindseligkeiten zwischen dem Irak und Iran beitrugen, war der Streit um die Schifffahrtsrechte auf dem Grenzfluss. Die Verträge von Erzurum (1823/1847) und das 1913 unterzeichnete Protokoll von Konstantinopel legten zu 75 Prozent die allgemeine Grenzziehung zwischen dem Irak und Iran fest.
Für den Schifffahrtsweg Schatt al-Arab/Arvand Rud galt für das Schifffahrtsrecht von 1847 bis 1913: Grenzziehung Ostufer, die Nutzung der Talweglinie für beide Parteien. Das Osmanische Reich bestand im Vertrag von 1847 auf einer Offenlassung der Souveränitätsfrage, die später von einer Viermächte-Schiedskommission gelöst werden sollte. 1920 stellte Iran die Grenzziehung des Ostufers in Frage, da nach dem Zusatzprotokoll von 1913 das Kuriosum galt: auf iranischen Schiffen irakische Lotsen und irakisches Recht. Der Ausbau des Hafens von Chorramschahr sowie die Erdöl-Raffinerie von Abadan verstärkten die Konflikte.
Mit dem Vertrag von Saadabad wurde am 4. Juli 1937 der erste Grenzvertrag zwischen dem Irak und Iran unterzeichnet. Damit war die gemeinsame Nutzung von beiden Seiten ratifiziert worden, ungeachtet der genauen Grenzziehung, die später von einer Kommission gelöst werden sollte. Diese Kommission kam nie zu einem Ergebnis, dafür wurde das Zusatzprotokoll von Saadabad, das die Verwaltung des Flusses der irakischen Seite zusprach, weiter angewandt. Zwischen 1941 und 1946 lag die Kontrolle des Schatt al-Arab ausschließlich auf Seiten der Alliierten.
Am 19. April 1969 kündigte Schah Mohammad Reza Pahlavi den Vertrag von Saadabad und einigte sich mit dem Irak 1975 im Abkommen von Algier auf die Talweglinie als Grenze. Als Gegenleistung für die territorialen Zugeständnisse wurde von Iran die finanzielle Unterstützung der irakischen Kurden eingestellt. Die irakischen Behörden kamen der Bitte des Schahs auf stärkere Überwachung des damals im irakischen Exil weilenden Ayatollahs Ruhollah Chomeini entgegen.

### Erster Golfkrieg
Am 17. September 1980 kündigte Saddam Hussein das Abkommen von Algier und beanspruchte die volle Souveränität über den Schatt al-Arab. Als Gegenleistung zur Einstellung der kurz darauf beginnenden Kriegshandlungen (siehe: Erster Golfkrieg) forderte Saddam Hussein von der Islamischen Republik Iran neben der Rückgabe der Tunb-Inseln und Abu Musa an die VAE auch die volle Souveränität des Irak im Schatt al-Arab. Der Krieg endete 1988 mit dem status quo ante bellum.

### Nachkriegszeit
Nach dem Irak-Krieg 2003 wurde das Vereinigte Königreich damit beauftragt, im Zusammenhang mit der UN-Sicherheitsratsresolution 1723 die Wasserstraße zu bewachen und illegale Waffenlieferungen in den Irak zu verhindern. Am 23. März 2007 wurden 14 männliche Soldaten und eine Soldatin der Royal Navy von iranischer Seite festgenommen, wodurch sich eine diplomatische Krise entwickelte. Die Regierung in Teheran warf den britischen Seeleuten vor, in iranische Hoheitsgewässer eingedrungen zu sein. Nach britischer Darstellung befanden sie sich dagegen in irakischen Gewässern. Irans Präsident Mahmud Ahmadineschad begnadigte die Soldaten am 4. April 2007. Einen Tag später kehrten sie in ihre Heimat zurück.

### 21. Jahrhundert
Innerhalb der ersten zwei Jahrzehnte des 21. Jahrhunderts entwickelte sich eine Umweltkatastrophe bzw. Wasserkrise (Wassermangel und Wasserverschmutzung) im Zentral- und Südirak, die 2018 in Basra ihren vorläufigen Höhepunkt fand. Grund für den Wassermangel ist, dass die zwei großen Flüsse, Euphrat und Tigris, weniger Wasser führen, seitdem die Türkei 20 Staudämme an ihnen errichtet hat. Dieser Wassermangel, der außerdem durch zunehmende Dürre- und Hitzeperioden wie auch marode Leitungen und illegale Brunnen verschärft wird, trug wiederum zur Verschlechterung der Wasserqualität bei, weil durch die geringere Menge an Wasser die Konzentration des giftigen Schmutz- und Abwassers in den Flüssen zunahm. Im Irak gibt es kaum Abwassersysteme bzw. Filter- und Kläranlagen, weshalb die Abwässer von privaten Haushalten und öffentlichen und privaten Betrieben ungefiltert in die Flüsse und Kanäle gelangen. Im Schatt al-Arab finden sich in der Folge Rückstände von Chemikalien, Dünger, Schwermetalle, Schadstoffe, E. coli-Bakterien und zu viele Salze. Durch die Wasserverschmutzung wurden alleine im Sommer 2018 bei Basra, wo sich viele Flüsse des Irak vereinen, 118.000 Einwohner krank. Es folgten wochenlange, teils gewaltsame Proteste. Die durch Vermüllung noch verstärkte Wasserverschmutzung führte zu einer Algenpest im Schatt al-Arab. Die Wasserqualität und Quantität entwickelte sich dermaßen zum Schlechteren, dass zwischen 2018 und 2022 insgesamt 15 % der Bevölkerung Zentral- und Südiraks wegzog. Bauern, die geblieben sind, können am Schatt al-Arab nur noch salzresistente Grasarten anbauen. Trotz Filteranlagen in den Häusern klagen die verbliebenen Menschen dort über Hautprobleme und Durchfall.

## Sonstiges
1852 versanken im Fluss bei einem Unglück unschätzbare Kunstwerke aus Dur Scharrukin, die nach Paris transportiert werden sollten.